# Отдых на пути в Египет (картина ван Дейка)
Отдых на пути в Египет (нидерл. Rust op de Vlucht naar Egypte) — картина голландского живописца Антониса ван Дейка. Сюжет для полотна взят из средневековой легенды, появившейся на основе рассказа из Евангелия от Матфея (Мф. 2:13) (наиболее подробно эта легенда описана в 20-й главе апокрифического Евангелия Псевдо-Матфея). Картина хранится в фондах Старой пинакотеки в Мюнхене.

## История создания
Картина была создана Антонисом ван Дейком в период пребывания и работы в Антверпене, при дворе эрцгерцогини Изабеллы Клары Евгении. Картина могла быть написана только в Антверпене, поскольку с 1627 года он никуда не уезжал из этого города, а зимой 1630—1631 годов уехал в Гаагу для написания портрета принца Фредерик-Генриха Оранского, после чего переехал навсегда в Англию.

## Сюжет картины
После того как волхвы предсказали царю Ироду рождение в Вифлееме нового правителя, тот принял решение убить в городе всех детей в возрасте до трёх лет. Той же ночью Иосифу явился во сне ангел, который велел всему семейству бежать в Египет и ждать там, пока он снова не явится. Иосиф выполнил указание. Преодолев длинный переход и повстречав на пути разбойников, святое семейство прибыло в окрестности селения Матариэ. Иосиф отправился на поиски приюта, оставив Марию с младенцем Иисусом под деревом, что росло неподалеку. Дерево наклонилось, чтобы создать больше тени, за что получило целебные свойства для своих листьев. Кроме того, неподалёку от него пробился из земли ручей, в котором утоляли жажду ожидавшие возвращения Иосифа Мария с Иисусом.